# ボルトバス

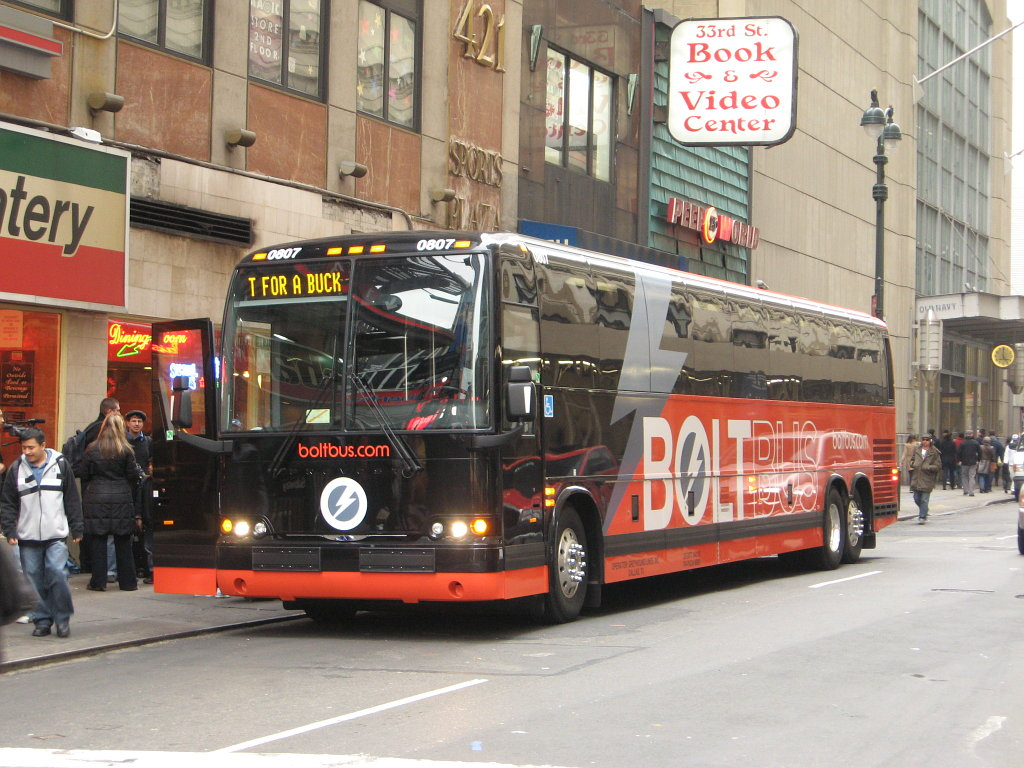
ボルトバスの車両

ボルトバス（BoltBus）は、アメリカ合衆国北東部のバス事業者である。本社はニュージャージー州セコーカスにある。

## 概要
ボルトバスは、2008年に設立されたグレイハウンドとピーターパン・バスラインズの折半出資の事業であり、既存のグレイハウンドの営業許可を利用して（ただし同社とは別事業として運行されている）、ニューヨークとアメリカ合衆国北東部の都市を結ぶバス路線を運行している。旅行がどのくらい予約されるか、またどれくらいの人々がチケットを購入したかによって、最低1米ドルの運賃を設定するというビジネスモデルは、ステージコーチグループのメガバスに類似している。
車内設備は、無線LANや電源コンセントなどがある。

## 路線
| 路線    | 起点                                   | 途中停留所                        | 終点                                          | 沿革・注記                                                |
| ------- | -------------------------------------- | --------------------------------- | --------------------------------------------- | --------------------------------------------------------- |
| NYC-BOS | ニューヨーク 34丁目・8番街             |                                   | ボストン ボストン南駅                         | - 2008年4月24日 開業                                      |
| NYC-DC  | ニューヨーク 33丁目・7番街             |                                   | ワシントンD.C. 901 G St. NW                   | - 2008年3月27日 開業                                      |
| NYC-DC  | ニューヨーク カナル・ストリート・6番街 |                                   | ワシントンD.C. 901 G St. NW                   | - 2008年3月27日 開業                                      |
| NYC-PHL | ニューヨーク カナル・ストリート・6番街 | - チェリーヒル チェリーヒルモール | フィラデルフィア 30丁目・マーケットストリート | - 2008年4月10日 開業 - 2008年8月13日 チェリーヒル停車開始 |
| NYC-PHL | ニューヨーク 34丁目・8番街             | - チェリーヒル チェリーヒルモール | フィラデルフィア 30丁目・マーケットストリート | - 2008年4月10日 開業 - 2008年8月13日 チェリーヒル停車開始 |